# Liste de ponts d'Azerbaïdjan
Cette liste de ponts d'Azerbaïdjan a pour vocation de présenter une liste de ponts remarquables d'Azerbaïdjan, tant par leurs caractéristiques dimensionnelles, que par leur intérêt architectural ou historique.

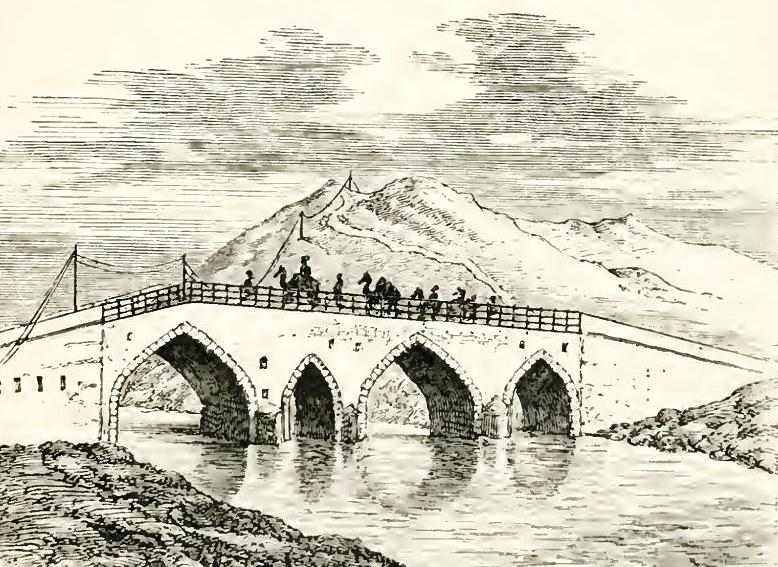
Le pont Rouge entre la Géorgie et l'Azerbaïdjan.

Elle est présentée sous forme de tableaux récapitulant les caractéristiques des différents ouvrages qui peuvent être triés selon les diverses entrées pour voir ainsi un type de pont particulier ou les ouvrages les plus récents par exemple. La colonne "type" donne la classification de l'ouvrage parmi ceux présentés, les colonnes Portée et Long. (longueur) sont exprimées en mètres et enfin Date indique la date de mise en service du pont.

## Ponts présentant un intérêt historique ou architectural
| Photo | N° | Nom                         | Azéri             | Distinction                                        | Long. | Type                        | Voie portée Voie franchie | Date         | Localisation                                                  | Raion         | Ref.  |
| ----- | -- | --------------------------- | ----------------- | -------------------------------------------------- | ----- | --------------------------- | ------------------------- | ------------ | ------------------------------------------------------------- | ------------- | ----- |
|       | 1  | Pont Rouge (Khrami) (en)    | Qırmızı Körpü     | Frontière Azerbaïdjan - Géorgie Portée : 26 mètres | 175   | Maçonnerie 4 arches brisées | Pont piétonnier Khrami    | XIIe siècle  | İkinci Şıxlı - Kirach-Mughanlo 41° 19′ 45″ N, 45° 04′ 23,4″ E | Qazax Géorgie |       |
|       | 2  | Premier pont de Khodaafarin | Xudafərin körpüsü | Frontière Azerbaïdjan - Iran                       | 160   | Maçonnerie 11 arches        | Pont piétonnier Araxe     | XIIe siècle  | Xudafərin - Khomarlu 39° 09′ 25,1″ N, 46° 56′ 14,4″ E         | Jabrayil Iran | [ 1 ] |
|       | 3  | Second pont de Khodaafarin  | Xudafərin körpüsü | Frontière Azerbaïdjan - Iran                       | 120   | Maçonnerie 15 arches        | Pont piétonnier Araxe     | XIIIe siècle | Xudafərin - Khomarlu 39° 09′ 02,1″ N, 46° 56′ 24″ E           | Jabrayil Iran | [ 1 ] |

## Les grands ponts
Ce tableau présente les ouvrages ayant des portées supérieures à 100 mètres ou une longueur totale de plus de 1 000 mètres (liste non exhaustive).
| Photo | N° | Nom                             | Azéri        | Portée | Long. | Type                                                  | Voie portée Voie franchie                | Date | Localisation                             | Raion           | Ref. |
| ----- | -- | ------------------------------- | ------------ | ------ | ----- | ----------------------------------------------------- | ---------------------------------------- | ---- | ---------------------------------------- | --------------- | ---- |
|       | 1  | Pont à haubans (Bakou)          |              | 180    | 358   | Haubané Monopylône, tablier dalle béton, pylône béton | Böyükşor şossesi Autoroute de l'aéroport | 2012 | Bakou 40° 25′ 24,8″ N, 49° 55′ 13,1″ E   | Bakou           | ,    |
|       | 2  | Pont de l'espoir (Nakhitchevan) | Ümid körpüsü | -      | 288   | Poutre-caisson Béton précontraint                     | Frontière Azerbaïdjan - Turquie Araxe    | 1992 | Sadarak 39° 39′ 20,2″ N, 44° 48′ 12,2″ E | Sadarak Turquie | ,    |